# Paris-Roubaix de 1952
A 50.ª edição da Paris-Roubaix teve lugar a 13 de abril de 1952 e foi vencida pelo belga Rik Van Steenbergen.

## Classificação final
|    | Ciclista            | Equipa              | Tempo      |
| -- | ------------------- | ------------------- | ---------- |
| 1  | Rik van Steenbergen | Mercier-Hutchinson  | 5h 50' 31" |
| 2  | Fausto Coppi        | Bianchi-Pirelli     | m. t.      |
| 3  | André Mahé          | Terrot-Hutchinson   | + 11"      |
| 4  | Ferdinand Kübler    | Tebag               | + 57"      |
| 5  | Jacques Dupont      | Dilecta-Wolber      | m. t.      |
| 6  | Désiré Keteleer     | Garin-Wolber        | + 1' 04"   |
| 7  | Louison Bobet       | Stella-Huret-Dunlop | + 1' 23"   |
| 8  | Robert Varnajo      | Gitane-Hutchinson   | m. t.      |
| 9  | Loretto Petrucci    | Bianchi-Pirelli     | m. t.      |
| 10 | Antonin Rolland     | Terrot-Hutchinson   | m. t.      |